# Bitch Planet
Bitch Planet est une bande dessinée américaine créée par la scénariste Kelly Sue DeConnick et le dessinateur Valentine De Landro. La série est une parodie féministe du cinéma d'exploitation. Elle se déroule dans une société dystopique où des femmes déclarées non conformes sont envoyées dans une prison située sur une planète lointaine,.

## Historique de publication
La scénariste DeConnick décrit la création de l'ouvrage comme étant « née d'un profond amour pour les films d'exploitation et les films de prison pour femmes des années 1960 et 1970 ».
Le premier numéro est publié en décembre 2014 par l'éditeur Image Comics. En français, il est publié par les éditions Glénat Comics.
DeConnick et De Landro se rencontrent pour la première fois lors d'une exposition de fans à Toronto, au Canada. DeConnick apprécie le travail de De Landro, tout particulièrement son utilisation du noir et des ombres pour transmettre l'émotion des personnages. Ils échangent par la suite et envisagent une collaboration sur un album  Marvel comic. Ils n'arrivent cependant pas à trouver une opportunité pour mettre en œuvre cette collaboration à travers Marvel, et décident de créer leur propre série à la place. De Landro choisit Bitch Planet parmi deux autres projet que DeConnick écrivait alors. La plupart du travail de dessin des couvertures est réalisé par De Landro, mais ils invitent une artiste à faire les illustrations d'un numéro sur trois.
DeConnick décrit la création du livre comme étant née d'une « attirance profond et durable sur le thème de l'exploitation et des films de prison pour femmes des années 1960 et 1970 ». Les deux créatrices voulaient inclure les intrigues et les aspects difficiles de la vie des femmes incarcérées, tout en proposant un changement narratif sur le thème de l'oppression des femmes. DeConnick voulait absolument dépeindre la nudité des femmes dans la BD sans l'associer à l'érotisation et la stimulation du désir spécifiquement masculin. Ils pensaient inclure l'histoire d'une prisonnière toutes les trois publications, mais découvrent ensuite le série de Netflix Orange Is the New Black, qui comporte un scénario similaire. Ils décident alors de continuer avec leur projet initial et d'éviter de regarder la série de Netflix afin de ne pas en subir l'influence.
Chaque publication se termine avec une section appelée Bitch Fest, contenant une lettre de DeConnick sur des sujets relatifs à la BD, la politique, le féminisme.
La section contient une partie intitulé Bitches Be Like, où les invitées généralement féministes écrivent un court passage sur les thèmes abordées dans la publication. Des tweets de fans sont parfois inclus dans une sous section intitulée Itty Bitty Bitchy, ainsi que des photos et des dessins artistiques réalisés par les fans dans une section Bitch Face. La quatrième de couverture de chaque publication inclut des publicités satiriques pour des BD comme Missed Connections (en) et des produits de BD comme X-ray specs (en), avec une connotation féministe.
Chaque volume et chaque publication est publiée par Image Comics et est disponible en version imprimée et numérique. Après la publication du numéro 10 de Bitch Planet, une série d'anthologie appelée Bitch Feature: Triple Feature! commence, dont chaque numéro contient trois histoires de trois autrices différentes.

## Scénario
La série se concentre sur plusieurs femmes emprisonnées sur une planète lointaine nommée Auxiliary Compliance Outpost car considérées « non-conformes (NC) ». L'histoire se déplace à travers le temps afin de présenter la façon dont les femmes ont été arrêtées ainsi que leurs diverses expériences au sein de la prison.

### Volume 1: Extraordinary Machine
| Numéro # | Date de sortie   |
| -------- | ---------------- |
| 1        | 10 décembre 2014 |
| 2        | Janvier 2015     |
| 3        | Février 2015     |
| 4        | Avril 2015       |
| 5        | Septembre 2015   |

### Volume 2: President Bitch
| Numéro # | Date de sortie   |
| -------- | ---------------- |
| 6        | 6 janvier 2016   |
| 7        | 17 février 2016  |
| 8        | 22 juin 2016     |
| 9        | 10 août 2016     |
| 10       | 7 septembre 2016 |

## Thématiques
Bitch Planet explore les thématiques du jeu d'arène, de l'univers carcéral, de la téléréalité, des violences racistes et genrées et du système hétéro patriarcal.

### Le jeu d'arène
Grace D.Gipson compare les univers du Megaton, le jeu d'arène et de téléréalité présenté dans Bitch Planet, avec celui de Hunger Games. Le jeu est dans les deux cas utilisé pour divertir une élite dirigeante décrite comme dictatoriale, il est télévisé et l'audimat est central, et il met enfin au centre de l'intrigue deux personnages qui sont des femmes, Katniss Everdeen pour Hunger Games et Kamau Kogo pour Planet Bitch. Le Megaton met cependant l'accent sur l'utilisation de corps de femmes noires et racisées dans les arènes, pour le plaisir des Pères du protectorat qui exercent le pouvoir dans ce qu'on peut appeler un boyz club, ajoutant à la critique politique d'un pouvoir dictatorial une critique féministe intersectionnelle,.

### Racisme et sexisme
Les femmes détenues sur Bitch Planet ont souvent pour dénominateur commun d'être des femmes de couleur,, d'être en colère et en révolte, et stigmatisées dans la société dans laquelle elles vivent.
Dans Hunger Games, l'héroïne choisit librement de prendre la place de sa sœur, tandis que Mamau Kogo y est forcée, tout en sachant qu'elle n'a aucune chance de gagner. Pas question comme Katniss d'espérer la faveur des juges par la séduction médiatique : le seul avantage que le Megaton offre aux détenues noires dites non conformes de Bitch Planet, est de constituer un lieu où elles peuvent enfin se battre contre le sexisme et le racisme de leurs oppresseurs rendant visible le fait que les Pères ne sont pas si bienveillants qu'ils le disent, et obtenant une mince chance de rendre visible leur rébellion contre un système politique totalitaire.

### Violence salvatrice
Une forme de violence satirique et d'érotisation associée à l'humour constitue la marque de fabrique spécifique des albums. La critique du système hétéro-patriarcal de Bitch Planet a également ceci de particulier qu'elle fait écho au monde moderne réel, et ainsi que le formule Danielle Henderson dans l'essai publié en fin de l'album Bitch Planet #2 « Le fait frappant à propos de Bitch Planet, c'est que nous sommes déjà dedans ». La violence, l'érotisme et l'humour y sont vus comme une forme d'encapacitation légitime pour des victimes d'oppression.

### Féminisme
Le premier album intègre en fin de volume un véritable essai sur le féminisme et un entretien avec les créatrices, écrit par Pia-Victoria Jacqmart.

## Personnages
Les détenues :
- Marian Collins est la femme d'un homme qui s'en débarrasse pour pouvoir vivre avec sa maitresse, Dawn.
- Penny Rolle est une femme noire de forte corpulence détenue pour avoir réagi violemment à des insultes et refuser de se conformer à l'idéal de féminité blanche, soumise, mince et délicate pronée par les Pères
- Kamau Kogo est une femme noire qui accepte d'être la cheffe d'une équipe de NC, pour "non conforme", soit les détenues de Bitch Planet au cours de joutes nommées Megaton.
- Meiko Maki est la fille d'un architecte opposé au régime du protectorat, qui a elle-même collaboré avec son père pour saboter un vaisseau destiné à servir de lieu de détente pour l'élite du protectorat.
- Violet

L'administration pénitentiaire :
- Roberto Solanza est le directeur de la communication du régime du protectorat
- The Model est un hologramme de genre féminin utilisé pour exercer une coercition sur les détenues de Bitch Planet pour qu'elles deviennent conformes à ce que la société attend d'elles. Leurs discours à première vue compatissant, leur enjoignant de comprendre la bienveillance des Pères se double d'une tentative de culpabilisation des détenues, affirmant qu'elles sont sur Bitch Planet en raison de leurs choix.
- Schiti

## Accueil
L'accueil du public pour Bitch  Planet est globalement positif.
Susana Polo de The Mary Sue indique : « Bitch Planet promettait de la prison dans l'espace, de la violence, une floppée de nanas de couleurs diverses en se réclamant des thématiques « femmes en prison » dans les films pour une audience moderne. La première publication tient ses promesses ». Jeff Lake, écrivant pour IGN, le qualifie de comics excellent. Chris Sims de Comics Alliance, à propos de la première publication estime : « c'est plein de suspense, c'est violent et c'est une des meilleures publications de l'année ». Le premier volume du comics reçoit des appréciations plus mitigées de The Guardian, qui tout en louant la série dans ces termes : « une immersion rafraichissante dans le genre féministe de l'exploitation », le critique pour son utilisation de « pleins d'ingrédients ... ajoutés sans trop y penser » qui mène à une critique embrouillée de la religion et de la politique.
La série est nommée aux Prix Eisner 2016 dans la catégorie « meilleure nouvelle série » pour son scénario.
Le blog dédié aux comics The Middle Space consacre trois publications en ligne sous forme de tables rondes dédiées à Bitch Planet,,.

### Succès du Sigle NC (non conformité)
Les détenues de Bitch Planet sont estimées NC (non conformes) et on leur tatoue ces lettres sur la peau à leur arrivée. Le sigle « NC » est repris par de nombreuses lectrices qui le tatouent sur leur corps dans un style dit « badass » , s'estimant féministes, en colère, noires, queers, ne voulant pas adhérer aux normes hétérosexuelles, et opposées aux normes de genre imposée par la société,.

## Bitch Planet: Triple Feature!
Bitch Planet: Triple Feature! est une série de 5 publications de bandes dessinées après le dixième exemplaire de Bitch Planet. Chaque publication contient 3 histoires se passant dans le monde de Bitch Planet, explorant des thématiques similaires aux publicaitons précédentes. Ces histoires sont écrites et dessinées par diverses artistes.
| Issue | Titre                                       | Autrice                       | Artiste                                      |
| ----- | ------------------------------------------- | ----------------------------- | -------------------------------------------- |
| 1     | Windows                                     | Cheryl Lynn Eaton             | Maria Fröhlich                               |
| 1     | Without Aand Within                         | Andrew Aydin                  | Joanna Estep                                 |
| 1     | The Invisible Woman                         | Conley Lyons                  | Craig Yeung (Art) / Marco D’Alfonso(Colours) |
| 2     | What's Love got To Do With It?              | Jordan Clark                  | Naomi Franquiz                               |
| 2     | This Is Good For You                        | Danielle Henderson            | Ro Stein/Ted Brandt                          |
| 2     | Bits And Pieces                             | Che Grayson                   | Sharon Lee De La Cruz                        |
| 3     | Those People                                | Alissa Sallah                 | Alec Valerius                                |
| 3     | Big Game                                    | Dylan Meconis                 | Dylan Meconis                                |
| 3     | Love, Honor & Obey                          | Kit Cox                       | Vanesa R. Del Ray                            |
| 4     | Life Of A Sportsman                         | Marc Deschamps                | Mindy Lee                                    |
| 4     | Bodymod                                     | Sara Woolley                  | Sara Woolley                                 |
| 4     | To Be Free                                  | Vita Ayala                    | Rossi Gifford                                |
| 5     | Everyone's Grandma Is A Little Bit Feminist | Matt Fraction                 | Elsa Charretier                              |
| 5     | Mirror, Mirror                              | Jon Tsuei                     | Saskia Gutenkist                             |
| 5     | Basic Bitch                                 | Bassey Nyambi / Nyambi Nyambi | Chris Visions                                |